# Den Haver
Den Haver is een streek bestaande uit drie boerderijen en enkele arbeidershuisjes in de gemeente Het Hogeland. Het is ontstaan als een voorwerk van het Benedictijnenklooster van Thesinge.
Het is gelegen aan de oostkant van het Boterdiep, ten noorden van de Wolddijk tussen Bedum en Onderdendam. De huisjes in Onderdendam gelegen over de brug de Molentil worden ook wel Haversterburen genoemd.
Door de streek liep een weg. Deze is in onbruik geraakt, zodat de noordelijke boerderijen vanuit Onderdendam en de zuidelijke vanuit Bedum te bereiken zijn. Aan het eind van de jaren 90 is een fietspad aangelegd door de streek, zij het op een ander dan de voormalige weg.
Door de streek loopt de watergang de Haverstertocht.